# Prodiplosis vaccinii
Prodiplosis vaccinii är en tvåvingeart som först beskrevs av Ephraim Porter Felt 1926.  Prodiplosis vaccinii ingår i släktet Prodiplosis och familjen gallmyggor.
Artens utbredningsområde är New Jersey. Inga underarter finns listade i Catalogue of Life.